# Papa Roach: Live & Murderous in Chicago
Papa Roach: Live & Murderous in Chicago é o primeiro DVD lançado pela banda estadunidense de nu metal Papa Roach, em 22 de Novembro de 2005.

## Faixas
1. Introduction
2. Dead Cell
3. Not Listening
4. She Loves Me Not
5. M-80 (Explosive Energy Movement)
6. Getting Away With Murder
7. Be Free
8. Life Is A Bullet
9. Blood
10. Done With You
11. Harden Than A Coffin Nail
12. Blood Brothers
13. Born With Nothing, Die With Everything
14. Hit Me - Hip Hop Version
15. Take Me
16. Scars
17. Broken Home
18. Cocaine
19. Last Resort
20. Between Angels And Insects
21. End Credits

## Extras

### Os clipes
1. Last Resort
2. Broken Home
3. Between Angels And Insects
4. Time And Time Again
5. She Loves Me Not
6. Scars
7. Getting Away With Murder

## Hidden Easter Egg
Para você acessar o Easter Egg que mostra a banda dentro do ônibus, selecione no menu principal "audios", deixe o selecionado o "Menu", aperte para a esquerda e aperte enter.